# Oost-Sekyere
Oost-Sekyere is een van de 138 districten in Ghana. Het ligt in het noordoosten van de regio Ashanti, samen met West-Sekyere waarmee het tot 1988 het district Sekyere vormde. De hoofdstad van West-Sekyere is Effiduase.